# Dactylostomum winteri
Dactylostomum winteri är en plattmaskart. Dactylostomum winteri ingår i släktet Dactylostomum och familjen Opecoelidae. Inga underarter finns listade i Catalogue of Life.